# ボートピア朝倉
ボートレースチケットショップ朝倉（BTSあさくら）は、愛媛県今治市（旧・朝倉村）にあるボートレース場外舟券発売場。

## 概要
ボートレース丸亀のボートレース舟券場外発売場。1993年に愛媛県初の競艇場外販売場としてオープンした。丸亀市と香川県中部広域競艇事業組合（丸亀競艇場）が管理、運営を行う。

## アクセス
- 今治小松自動車道今治湯ノ浦ICから車で約10分。
- 西瀬戸自動車道今治ICから車で約20分。
- 今治港務所前•予讃線（JR四国）今治駅前から無料バス運行。

## 周辺
- 今治市役所朝倉支所
- 今治市朝倉公民館